# Дорогами победы
«Доро́гами Побе́ды» Международный проект —- международная общественная акция, посвященная победе народов Советского союза в Великой Отечественной войне. Проходит с 2010 г. ежегодно в разных форматах, ориентирована на привлечение внимания общественности, в частности молодёжи, к истории великих подвигов людей, отдавших жизнь за Родину. Начата по инициативе молодёжных и общественных организаций.

## Общая информация
Акция стартовала в марте-апреле 2010 г. в Крыму под эгидой общественных организаций и казачества. Организаторами, инициаторами акции являются: Анатолий Цуркин, Сергей Юхин, Дмитрий Полонский, Ольга Леонова. Изначально проект рассматривался как локальный и приуроченный к годовщине освобождения Крыма от немецко-фашистских захватчиков в апреле 1944 г. В его рамках восстанавливались мемориалы партизанской и воинской славы. С 2011 года патриотическая акция «Дорогами Победы» проводится Политической партией «Русское Единство», Всекрымским движением «Русское Единство» и Русской общиной Крыма при поддержке Всеукраинского Координационного Совета организаций российских соотечественников, Генерального консульства Российской Федерации в Симферополе и Представительства Россотрудничества на Украине.

## История

### 2010
Первые этапы начались с восстановления памятников партизанской и воинской славы в глухих лесах Крыма где во времена Великой Отечественной войны шли тяжёлые бои. Мероприятия посвященные освобождению Крыма проходили в городах Алушта, Бахчисарай, Джанкой, Симферополь.

### 2011
В 2011 году акция приобрела Всеукраинский масштаб. В рамках проведения акции участники побывали во многих городах Украины, встречались с ветеранскими организациями и передавали сертификаты на отдых в Крыму. По итогам акции 150 ветеранов оздоровлялись в Крыму за счет Всекрымского движения «Русское Единство». Символом акции в 2011 годы стало красное знамя, на котором расписывались ветераны и оставляли памятные надписи все участники проекта, а также ветераны других организаций.

### 9 мая 2011 Львов
Финал всеукраинской акции 2011 года выпал на прекрасный город Украины —- Львов. Во Львове участники и координаторы акции встретили жёсткий отпор со стороны националистов, не желающих принимать Великую победу советского народа в ВОВ. Ветеранов забрасывали камнями, дымовыми шашками, срывали георгиевские ленты. У консула России Олега Астахова отобрали и растоптали венок. Участники проекта «Дорогами Победы» смогли развернуть знамя победы и передать его ветеранам Львова.

### 2012
В 2012 году статус проекта сменился на международный, в составе молодёжных и общественных организаций России, Украины и Белоруссии. В этом же году акция была переименована в Международный проект «Дорогами Победы».
Выбран был формат —- автопробег. Координаторы поставили задачу связать единой нитью 13 городов-героев, 35 городов воинской славы и 10 городов, награждённых орденом Отечественной войны I степени. Общая протяженность автопробега составила 16000 км, в результате он стал самым масштабным автопробегом, когда-либо проводившимся на территории стран СНГ.
В феврале 2012 г. проект поддержала Государственная Дума РФ (комитет по делам СНГ и связям с соотечественниками).
Ключевыми партнёрами в 2012г стали Всероссийская организация ветеранов Боевое братство(Россия), «Русь молодая»(Беларусь), Всероссийская общественная организация «Молодая Гвардия Единой России» (Россия)

### 2013
В 2013 году планируется проведение акции «Дорогами Победы», ориентированной на высокую значимость Черноморского флота в борьбе с фашизмом. Также организаторы и участники акции убеждены, что гарантией безопасности и стабильности в Черноморском регионе сегодня является пребывание базы Черноморского флота России в городе Севастополе. Пребывание ЧФ РФ должно быть бессрочным.
Акция стартует в городе Симферополе 13 апреля в день 69-летия освобождения города от немецко-фашистских захватчиков. Автомобильная колонна проедет по городам: Одесса, Николаев, Евпатория, Севастополь, Ялта, Алушта, Судак, Феодосия, Керчь, Анапа, Новороссийск и другим. Завершение акции авропробега запланировано на 12-13 мая в городе-герое Севастополе в день 230-летия Черноморского Флота России. В приморских городах участники акции развернут масштабные копии Знамени Военно-морского флота Советского Союза и Знамени Военно-морского флота России. Также с участием общественности, ветеранских и молодёжных организаций в городах планируется выход в море с опусканием венков в память погибших моряков в годы Великой Отечественной войны. Кроме того, 22 июня в Севастополе, который в этот день в 1941 года первым подвергся налету фашистской авиации, планируется спуск под воду памятного знака, на котором будет выгравирована надпись в честь моряков-черноморцев, защищавших наше Отечество. Героическая оборона Севастополя в течение 250 дней была возможной во многом благодаря действиям Черноморского флота.